# 2022年冬季残疾人奥林匹克运动会格鲁吉亚代表团
2022年冬季残疾人奥林匹克运动会格鲁吉亚代表团是格鲁吉亚派出的2022年冬季残疾人奥林匹克运动会代表团。未获得奖牌。